# Kvarnvedel
Kvarnvedel (Astragalus scorpioides) är en ärtväxtart som beskrevs av Carl Ludwig von Willdenow. Kvarnvedel ingår i släktet vedlar, och familjen ärtväxter. Inga underarter finns listade i Catalogue of Life.